# Andrés García
Andrés García Robledo (Villar del Arzobispo, 7 februari 2003) is een Spaans voetballer die bij voorkeur als rechtsback speelt. Hij tekende in januari 2025 voor Aston Villa.

## Clubcarrière
Op 3 januari 2023 debuteerde García voor Levante. Op 26 mei 2024 maakte hij zijn eerste competitietreffer tegen AD Alcorcón. Op 21 januari 2025 tekende hij bij Aston Villa.